# Acianthera silvae
Acianthera silvae är en orkidéart som först beskrevs av Carlyle August Luer och Antonio Luiz Vieira Toscano, och fick sitt nu gällande namn av Carlyle August Luer. Acianthera silvae ingår i släktet Acianthera och familjen orkidéer. Inga underarter finns listade i Catalogue of Life.